# Great Ayton
Great Ayton is een civil parish in het bestuurlijke gebied Hambleton, in het Engelse graafschap North Yorkshire met 4629 inwoners.

## Geboren
- Harry Tanfield (1994), wielrenner